# Mesostigmatophyceae
Le Mesostigmatophyceae sono una classe di alghe basali presenti nell'acqua dolce.. In una classificazione la classe contiene solo il genere Mesostigma.  In una circoscrizione ristretta, la classe contiene un unico genere, Mesostigma. AlgaeBase colloca quindi l'ordine nella taxa delle Charophyta. Un clade contenente Chlorokybus e Spirotaenia può essere aggiunto, o trattato come sister group, con Chlorokybus inserito in una classe separata, Chlorokybophyceae.  Se ampiamente circoscritte, le Mesostigmatophyceae possono essere considerate sorelle di tutte le altre alghe verdi o sister group di tutte le Streptophyta.